# Ярдымджи, Джелал
Джелал Ярдымджи (тур. Celal Yardımcı, 1 января 1911, Догубаязит, Эрзурум — 10 января 1986, Стамбул) — турецкий политик, занимавший в 1950-х годах посты министра юстиции и министра образования. После государственного переворота 1960 года был арестован.

## Биография
Родился в 1911 году в Догубаязите. У него было 7 братьев и сестёр. Родители развелись в 1929 году.
В 1928 году окончил Стамбульский лицей, после этого поступил в Стамбульский университет, который окончил со степенью в области юриспруденции в 1934 году. Помимо юриспруденции, в университете также изучал французский и греческий языки.
Трудовую деятельность начал с работы в должности клерка в стамбульском суде, после этого работал юристом и журналистом. Вступил в Демократическую партию. В 1950 году был избран членом Великого национального собрания, переизбирался в 1954 и 1957 годах. Также был заместителем председателя ВНСТ. Занимал посты государственного министра в 20-м и 22-м правительствах Турции, в 21-м и 23-м правительствах был министром образования. В 1955 году в период нахождения на посту министра образования были открыты колледжи Маариф, эти колледжи были одним из последствий улучшения отношений между Турцией и США, в них обучали в том числе английскому языку .
3 апреля 1960 года получил пост министра юстиции, 27 мая того же года произошёл государственный переворот, в результате которого Ярдымджи не только потерял пост министра, но и оказался в тюрьме. На суде он был приговорён к пожизненному заключению. Адвокатом Ярдымджи была его сестра Месуде Варол. В одной камере с Ярдымджи в тюрьме на острове Яссыада содержался министр иностранных дел Фатин Зорлу, 16 сентября он был казнён. Ярдымджи сидел в тюрьмах Кайсери, Стамбула и Анкары.
В январе 1965 года был помилован президентом Джемалем Гюрселем из-за плохого состояния здоровья. После освобождения работал юристом. Когда запрет на участие бывших членов Демократической партии в политике был снят, вновь занялся политической деятельностью. В 1975 году вступил в партию справедливости и был от неё избран членом Великого национального собрания.
Умер 10 января 1986 года в Стамбуле. Похоронен на кладбище Зинджирликую.

## Личная жизнь
Был женат на Харике Ярдымджи, у них было двое детей.